# La lettrice (Fragonard)
La lettrice è un dipinto di Jean-Honoré Fragonard, risalente al 1776 e oggi custodito alla National Gallery of Art di Washington.

## Storia
Il dipinto è stato donato alla National Gallery dalla figlia di Andrew Mellon in seguito alla morte del padre.

## Descrizione e stile
Il dipinto mostra una ragazza dallo sgargiante vestito giallo, poggiata ad un grande cuscino di color rosa; è intenta a leggere un libro, cosa alquanto rara a quel tempo per una donna.
Non si conosce la donna che fu modello per questo dipinto, anche se sappiamo, grazie a delle indagini effettuate con raggi X, che al di sotto del dipinto attuale Fragonard tracciò un differente disegno. Si tratta di uno dei numerosi dipinti di Fragonard i cui soggetti sono giovani donne.